# Pedro Urbano González de la Calle
Pedro Urbano González de la Calle (Madrid, 12 de noviembre de 1879-México, 1966) fue un helenista, latinista y lingüista español.

## Biografía
Era hijo de Petra de la Calle Corisco y del catedrático de Filosofía e intelectual krausista Urbano González Serrano, un discípulo dilecto de Nicolás Salmerón y tío de Ángela Barnés (la hermana de Pedro Urbano casó con el ministro socialista de Educación Francisco Barnés Salinas, hermano del famoso pedagogo Domingo Barnés). Publicó Sebastián Fox Morcillo: Estudio histórico-crítico de sus doctrinas (Madrid, 1903), que dos años antes le había valido un premio de la Real Academia de Ciencias Morales y Políticas, y se doctoró en Filosofía y Letras (1904) en la Universidad Central. Ese mismo año obtuvo por oposición la cátedra de lengua y literatura latinas de la Universidad de Salamanca (1904-1926), y allí se dedicó a investigar el Humanismo español; como fruto de estos desvelos publicó dos libros en 1928, uno sobre Benito Arias Montano y otro sobre Francisco Sánchez de las Brozas. Apoyó al rector Unamuno cuando este fue destituido en 1914. 
Marchó a Madrid gracias a una excedencia que logró para dar clases en la cátedra de Lengua y Literatura Latina que vacaba desde el fallecimiento de Julio Cejador y luego fue profesor auxiliar de la Universidad Central (1926-1932), en la que logró luego cátedra de numerario de lengua y literatura latinas y sánscrito (1933-1936); luego fue decano de la Universidad de Salamanca y enseñó sánscrito en la Universidad de Valencia, para al fin explicar Poesía Latina e Historia de la Filología en la Universidad de Barcelona (1937-1939). Se exilió al acabar la Guerra Civil, no sin participar antes en la fundación de la revista Emerita, donde publicó algunos artículos. Por entonces sentía interés por la Estilística y estudiaba la obra de Benedetto Croce y Eduard Norden. Llegado a Colombia a principios de 1939, hasta diciembre de 1949 tuvo la cátedra de lingüística general, latín, gramática histórica del castellano y sánscrito de la Escuela Normal Superior de Bogotá y fue además profesor encargado de latín (1946-1948) en el Instituto de Filosofía y Letras de la Universidad Nacional de Colombia y profesor de latín de ese mismo Instituto, luego Facultad en 1949. En 1940 fue llamado como colaborador técnico del Instituto Rufino José Cuervo, en que estuvo trabajando hasta 1949; tradujo del alemán la Historia de la Literatura Latina de Friedrich Leo (Bogotá, 1950). Ese año marchó a México y trabajó para la U.N.A.M. primero como investigador del Colegio de México y luego como profesor de Lingüística general y Sánscrito. Fue miembro de la Société des Études Latines de París y Corresponding Number de la Hispanic Society of America. De su rigor nos dejó testimonio una de sus alumnas, la arabista manchega, también republicana exiliada, Manuela Manzanares de Cirre:
Don Pedro Urbano González de la Calle, tío de los Barneses, era exactamente igual que el tercer hombre que está en El entierro del Conde de Orgaz y estaba allí con Angelita (una mujer pequeñita, dulce y delicada). Este hombre era muy concienzudo y preparaba sus clases de latín todos los días con un diccionario y ella le decía (suaviza la voz): «Pero Urbano ¿cuándo te vas a saber ese libro?». Era genial, no me ayudó mucho porque cuando le decía que una frase no la entendía muy bien me contestaba: «Está muy claro, esto es el genitivo de esto y aquello el acusativo de lo otro», total que me daba una clase de gramática, pero no me resolvía la duda. Estudié sánscrito con él, pero luego se me olvidó. Un día en una fiesta don Urbano coincidió con un ministro español que le dijo que ya podía volver a España porque Franco había perdonado a los republicanos. A don Urbano se le puso la barba de punta y le contestó: «Lo que hace falta saber es si yo le he perdonado a él», se dio la vuelta y se fue. Era fantástico.
También de ese mismo rigor fue testigo Guillermo Díaz-Plaja, cuando escribió:
El catedrático de sánscrito, don Mario Daza, tenía su clase encomendada a un pintoresco señor, don Pedro Urbano González de la Calle, ejemplar implacable de perfección docente y de ética laica aprendida de los círculos krausistas-institucionistas de que procedía.

## Obras
- Sebastián Fox Morcillo: Estudio histórico-crítico de sus doctrinas (Madrid, 1903)
- "Ideas político-morales del P. Juan de Mariana", en Revista de Archivos, Bibliotecas y Museos, vols. 29-32 (1913-1915).
- Varia. Notas y apuntes sobre temas de letras clásicas, Madrid, Librería General de Victoriano Suárez, 1916.
- Arias Montano, humanista (Badajoz, Imprenta del Hospital Provincial, 1928)
- Contribución a la biografía del Brocense (Madrid, Tipografía de Archivos, 1928).
- Ratnavali o El collar de perlas por CriHarsa; comedia traducida directamente del sánscrito y prácritos por Pedro Urbano González de la Calle; precede una introducción al estudio de la dramática india antigua por Mario Daza de Campos (Madrid, Victoriano Suárez, 1934)
- Contribución al estudio del bogotano (Bogotá, Instituto Caro y Cuervo, 1963)
- Quevedo y los dos Sénecas (México, El Colegio de México, 1965).
- Francisco Sánchez de las Brozas "El Brócense", Salamanca, 1912
- Ensayo biográfico: Vida profesional y académica de Francisco Sánchez de las Brozas, Madrid, 1922
- Oposiciones a cátedras en la Universidad de Salamanca durante el primer decenio de la segunda mitad del siglo XVI (1550 a 1560): Ensayo monográfico, Madrid, 1933
- "Elio Antonio de Lebrija (Aelius Antonius Nebrissensis): notas para un bosquejo biográfico", en Boletín del Instituto Caro y Cuervo, I (1945), págs. 80-129.
- "Francisco de Vergara y la pronunciación de la z griega", en Boletín del Instituto Caro y Cuervo, IV (1948), págs. 249-320.